# Smicridea tobada
Smicridea tobada is een schietmot uit de familie Hydropsychidae. De soort komt voor in het Neotropisch gebied.